# José Ignacio Salafranca Sánchez-Neyra
José Ignacio Salafranca Sánchez-Neyra (Madrid, 31 de maig de 1955) és un polític espanyol, i membre del Parlament Europeu.

## Biografia
És Llicenciat en Dret per la Universitat Complutense de Madrid i ha realitzat cursos de Doctorat en Dret en la mateixa Universitat. És Doctor Honoris causa per la Universitat de les Amèriques de Xile. TÉs, també, diplomat en Integració Europea per l'Escola Diplomàtica de Madrid i pel Institut Nacional d'Administració Pública.

## Parlament Europeu
Diputat en el Parlament Europeu de 1994 a 2014 i des de 2017 a l'actualitat.
És member de la Comissió d'Assumptes Exteriors on és Vice-Coordinador del grup PPE, de la Comissió de Comerç Internacional on és el Ponent de l'Accord UE-MERCOSUR i de la Comissió de Control Pressupostari.
Ha sigut President de l'Assemblea Parlamentària Euro-Latinoamericana (EUROLAT), President del Grup de Seguiment sobre la situació en els països de la Primavera Àrab, member del Democracy Support and Election Coordination Group. Ha sigut member de la mesa política del Gup Popular Europeu i vicepresident del grup popular europeu.
Ha estat portaveu adjunt del Grup Parlamentari Popular en el Parlament Europeu del 1994 al 2006. Ha sigut Mmembre de la Junta de Governadors del Fons Europeo per a la Democràcia (European Endowment for Democracy), Membre de la Comissiò Parlamentària Mixta Mèxic-UE, ponent de l'Accord UE-Mèxic, UE-Xile, UE-Colombia, Peru i Amèrica Central i de la Delegació per a les relacions amb Estats Units, President de les Delegacions del Parlament Europeu per a les relacions amb els països d'Amèrica Central, Mèxic i Cuba i de la Delegació per a les relacions amb els països d'Amèrica del Sud i el Mercosur. President de la Delegació del Parlament Europeu per a l'Observació d'Eleccions Presidencials a Peru l'any 2001, a Colombia l'any 2002, a Afganistan l'any 2005, a El Salvador l'any 2009 i a Paraguay l'any 2013.
Ha sigut Cap de la Missió d'Observació Electoral de la Unió Europea a Mèxic l'any 2006 i a Libia l'any 2005 i 2009, a Perú els anys 2006 i 2011 i a Algèria al 2012. President de la Delegació ad hoc del Parlament Europeu a Tunísia al 2011 i a Libia el 212 i Representant del Parlament Europeu en les Conferències Ministerials de San José amb Amèrica Central i Grup de Río i en les 2a, 3a, 4a, 5a, 6a i 7a Cimera de Caps d'Estat i de Govern UE-AL.

## Servei Europeu d'Acció Exterior
Dyúrant els anys 2015, 2016 i principis de 2017 va ser Ambaixador Extraordinari i Plenipotenciari i Cap de la Delegació de la Unió Europea a la República Argentina.

## Comissió Europea
Va ser Membre del Gabinet del Comissari Abel Matutes en les tres Comissions Delors, des de l'adhesió d'Espanya a la Cee (Crèdits i Inversions, PYMES i Enginieria Financera). Posteriorment va ser Cap Adjunt del Gabinet del Comissari Abel Matutes (Relacions Exteriors, Transport i Energia) i del Comissari Marcelino Oreja Aguirre (Transport i Energia).

## Altres Activitats
- Vicepresident del Consel Federal Espanyol del Moviemnt Europeu.
- Patró de la Fundació Euro-Amèrica.
- Membre del Consell Assessor del PNUD (Informe del Desenvolupament Humà a Amèrica Llatina) l'any 2015.
- President del Comitè Espanyol per a la Unió Paneuropea (2002-2004).
- Profesor de Comunitats Europees en les Universitats de París, Lille, Trieste, Menéndez Pelayo, Complutense, Autónoma i Politècnica de Madrid, de les Cambres de Comerç de Madrid, Barcelona i València, de l'Associació de Fiscals del Regne, etc.